# Aus dem Leben eines Fauns
Aus dem Leben eines Fauns ist ein Kurzroman von Arno Schmidt aus dem Jahr 1953. Der Roman, später gemeinsam mit Brand’s Haide und Schwarze Spiegel als Trilogie Nobodaddy’s Kinder publiziert, beschäftigt sich mit dem deutschen Bürgertum zur Zeit des Nationalsozialismus.

## Entstehung und Veröffentlichung
Schmidt brachte den Kurzroman von Dezember 1952 bis Januar 1953 im rheinland-pfälzischen Kastel zu Papier, wo er von 1951 bis 1955 lebte. Arbeitstitel war Der Faun. Unterbrochen wurde die Niederschrift durch eine zehntägige Krise, während der ihm die ersten beiden Teile den kurz zuvor entstandenen Erzählungen Brand’s Haide und Schwarze Spiegel als „zu ähnlich!“ erschienen waren. Erst am 30. Dezember 1952 hatte er, wie seine Frau Alice Schmidt in ihr Tagebuch notierte, „aufm Klo“ die Idee zum dramatischen dritten Teil, der einen hinreichenden Unterschied zu den beiden anderen Texten markierte. Mit ihnen fasste Schmidt den Faun zu einer Trilogie zusammen, eine Idee, die ihm, anders als er seinen Verleger glauben machte, erst nach Abschluss des Manuskripts kam.
Schmidt wollte den Faun wie zuvor schon Die Umsiedler in der Reihe studio frankfurt der Frankfurter Verlagsanstalt herausbringen. Verlagsleiter Eugen Kogon hatte aber Bedenken wegen der zum Teil krassen „antireligiösen Polemik“ des Romans. Weil sich auch Heinrich Maria Ledig-Rowohlt für den Text interessiert hatte, ging Schmidt daher auf dessen Angebot ein, unter dem Vorwand, so würde eine spätere zusammenfassende Edition aller drei Bände der Trilogie erleichtert. 1953 wurde Aus dem Leben eines Fauns daher im Rowohlt Verlag veröffentlicht. Dort erschienen 1963 tatsächlich alle drei Texte in einem Band unter dem Titel Nobodaddy's Kinder – eine Anspielung auf eine Bezeichnung William Blakes für Gott. Von der Erstausgabe wurden 3.000 Exemplare gedruckt, Nobodaddy's Kinder erreichte eine Auflage von 8.000.

## Form

### Erzähltechnik
Der Roman wird mittels einer narrativen Technik erzählt, die Schmidt selbst in seinen „Berechnungen 1“ als Raster oder „PointillierTechnik“ charakterisierte. Die Handlung und der innere Monolog des Ich-Erzählers, der den Text über weite Strecken ausmacht, werden nicht in einem Kontinuum, sondern in kurzen und kürzesten Prosasplittern präsentiert, die im Layout durch Absätze mit hängendem Einzug und mit kursiv gedrucktem Anfang gekennzeichnet sind. Das, was zwischen diesen Fragmenten passiert oder gedacht wird, muss der Leser sich bei dieser stark elliptischen Erzählweise selbst zurechtkonstruieren. Mit dieser Form wollte Schmidt seiner These Anschaulichkeit verleihen, dass die menschliche Wahrnehmung und Erinnerung selbst ebenfalls stark fragmentiert ablaufe: Dieses „musivische Dasein“ des Menschen lässt er den Protagonisten des Romans gleich auf der ersten Seite formulieren:

„Mein Leben ? ! : ist kein Kontinuum! (nicht bloß Tag und Nacht in weiß und schwarze Stücke zerbrochen ! Denn auch am Tage ist bei mir der ein Anderer, der zur Bahn geht; im Amt sitzt; büchert; durch Haine stelzt; begattet; schwatzt; schreibt; Tausendsdenker; auseinanderfallender Fächer; der rennt; raucht; kotet; radiohört; 'Herr Landrat' sagt: that's me!) ein Tablett voll glitzender snapshots.“

Es fallen in Schmidts Rastertechnik also Erzählzeit und erzählte Zeit zusammen. Der Autor versucht, die aktuellen Bewusstseinsvorgänge sprachlich abzubilden.
Der Literaturwissenschaftler Marius Fränzel widerspricht dieser Deutung. Ihm fallen mehrere Anachronismen im Text auf: Der Ich-Erzähler bewundert etwa bei einem Ausflug in die Hamburger Kunsthalle Otto Muellers expressionistisches Gemälde Zwei Mädchen im Grünen, die Schmidt 1950 gesehen hatte: 1939 wurde dieses Bild unter Entartete Kunst gerechnet und nicht öffentlich gezeigt. An anderer Stelle wird ausgemalt, wie sich der Ich-Erzähler im Spätsommer 1944 vorstellt, ein „‹Spiegel›-Reporter“ würde eine Ausstellung über ihn besuchen. Drittens lässt sich ein Kinofilm, den er in derselben Zeit sieht, als Die Försterchristel aus dem Jahr 1952 identifizieren. Fränzel zieht daraus den Schluss, dass die Erzählung als Rückblick abgefasst sei, den der gealterte Ich-Erzähler in den 1950er Jahren auf sein letztes sexuelles Abenteuer werfe. Schmidt habe also seine eigene Literaturtheorie nicht konsequent angewandt, vielmehr biete der Faun wie die anderen Teile der Trilogie „traditionelle Ich-Erzählungen, allerdings mit ungewöhnlich präsenten und bestimmenden Erzählerfiguren“.

### Stil
In der Wortwahl orientierte sich Schmidt im Faun an expressionistischen Schriftstellern wie namentlich August Stramm, den er im Faun sein „größtes formales Erlebnis“ neben Christoph Martin Wieland nennt. Als typische Merkmale fallen die Neubildung von neutralen Kollektiva auf (das „Gedenk“) auf, zusammengesetzte Adjektive („küchenallein“, „lampenöde“) sowie die Ableitung von Verben aus Substantiven oder Adjektiven („atemlosen“).

## Handlung

### Ich-Erzähler
Wie in Schmidts erzählendem Werk üblich, steht auch im Mittelpunkt des Fauns ein Ich-Erzähler, der seinem Autor in vielerlei Hinsicht stark ähnelt. In diesem Fall heißt er Heinrich Düring und wohnt in Cordingen, einem kleinen Ort in der Lüneburger Heide, wo Schmidt von 1945 bis 1950 lebte. Trotz seines eher langweiligen Alltags – er ist Verwaltungsbeamter in der nahegelegenen Kreisstadt Fallingbostel – kennzeichnet Düring eine stupende, bis ins Detail gehende Kenntnis von zum Teil entlegener Literatur, zu der er sehr explizite Neigungen und Abneigungen äußert. Wie Schmidt verehrt er Wieland, wie dieser steht er Goethe skeptisch bis ablehnend gegenüber („Der hat nie eine Ahnung davon gehabt, daß Prosa eine Kunstform sein könnte !“) Die Welt der Bücher ermöglicht ihm gleichsam eine „zweite Existenz“: Sie ist für ihn ein Rückzugsraum, in den er resigniert aus seinem realen Leben flieht, gleichzeitig ermöglicht sie ihm aber auch, seine Mitmenschen wirkungsvoll zu provozieren.

### Leben in innerer Emigration
Zu Beginn der Erzählung wird Heinrich Dürings frustriertes Dasein in kleinbürgerlicher Enge beschrieben: mit Haus und Garten, pensionsberechtigter Stellung im Landratsamt Fallingbostel und einer ihm schon lange entfremdeten Familie. Die Frau ist ganz Hausfrau und Mutter, schon lange schlafen die Eheleute getrennt, weswegen sich seine Sexualität auf das Schwärmen für eine etwa achtzehnjährige Klassenkameradin seiner Tochter und gelegentliches Onanieren (im Roman durch die Abkürzung „O.“ gekennzeichnet) beschränkt. Auch Dürings Verhältnis zu seinem Sohn ist distanziert. Den HJ-begeisterten Jungen betrachtet er kühl und resigniert. Düring befindet sich in einem Zustand innerer Emigration, ohne sich offen gegen seine unbefriedigenden privaten Lebensumstände oder das verachtete NS-Regime aufzulehnen. Er tut weiter seinen Dienst, als ob nichts wäre, und flüchtet sich in lange Spaziergänge durch die geliebte Heidelandschaft – an einer Stelle bezeichnet er sich selbst als „Heidediener, Blattanbeter, Windverehrer“ – und in Traumwelten aus alten Büchern. Düring hat keine Freunde und keine Gesprächspartner, von seltenen Kontakten zu einem gleichgesinnten jüngeren Arbeitskollegen abgesehen. Allein in seinen inneren Monologen findet er Gelegenheit, seine verschiedenen heftigen Abneigungen zu formulieren, zum Beispiel gegen den Nationalsozialismus, gegen die Überbevölkerung, gegen das Christentum oder gegen hügelige Landschaften.

### Ausbruch aus der Enge des Landratsamtes
In der von oben ergangenen Anweisung an das Landratsamt, ein Kreisarchiv einzurichten, die vom Landrat an den vermeintlich harmlosen Düring delegiert wird, erfährt Düring eine partielle Fluchtmöglichkeit aus seiner traurigen Existenz. Die Hälfte seiner Arbeitszeit für diese Aufgabe freigestellt, fährt er mit Bus, Fahrrad und Zug kreuz und quer durch den Landkreis, und sammelt mit sichtlichem Behagen Urkunden. Beispielhaft werden seine Besuche bei einem alten Bauern und in einem Pfarrhaus geschildert. Düring vergräbt sich mit Begeisterung in die Historie seines Landkreises, und es kommt zu den ersten Akten schüchterner Auflehnung: die interessantesten Stücke stiehlt er für sich privat, er erschwindelt sich in halbem Einvernehmen mit seinem Vorgesetzten eine Dienstreise nach Hamburg, wo er die Kunsthalle besucht. Auch körperlich lebt er wieder auf, und es kommt sogar zu einer Liebesbeziehung zur lange begehrten Nachbarstochter Käthe.

### Doppelleben als Faun und apokalyptisches Ende
Düring interessiert sich besonders für die Geschichte eines Deserteurs der französischen Armee, die zu Napoleons Zeiten die Gegend besetzt hielt. Er durchstreift auf der Rückreise von Hamburg eine Moorlandschaft und entdeckt eher zufällig die Hütte, die sich dieser Deserteur gebaut und dort über Jahre die Existenz eines Fauns geführt hatte, eines freien und unheimlichen Waldgeistes. Die Hütte wird zu seinem Refugium, in das er sich heimlich schleicht – mal mit, mal ohne seine Geliebte. Immer mehr identifiziert er sich auch mit dem faunischen Deserteur. Gegen Kriegsende – Dürings Sohn ist längst gefallen, was ihn aber erstaunlich kaltlässt – kommt sein Doppelleben in Gefahr. Die nervöser werdenden Behörden vermuten einen Deserteur, der sich in jenem Moor herumtreibt. Düring beschließt, die Hütte nach einem letzten Stelldichein mit Käthe abzubrennen. Doch zuvor noch erleben die beiden einen apokalyptischen Bombenangriff auf die nahegelegene Munitionsfabrik Eibia – Symbol auf den bevorstehenden Untergang des NS-Regimes. Im Bombenhagel überlässt Düring, ohne einen Gedanken zu verlieren, seine Frau sich selbst, um sich und seine Geliebte durch massenhaftes grausames Sterben hindurch in die geheime Hütte zu retten. Diese Nacht malt Schmidt in grellsten expressionistischen Farben, in dessen bildmächtiger, stakkatohafter Sprache die explodierende Fabrik geschildert wird. Nach einer Liebesnacht brennen sie ihr Refugium nieder. Der Roman endet beinahe optimistisch:

„»Wie lange bist Du noch genau hier ?« »Zehn Tage.«, und unsere Mienen entspannten sich herrlich: Wer denkt heute noch 10 Tage voraus ? !“

## Rezeption
Als 1953 Aus dem Leben eines Fauns erschien, reichten die Äußerungen der Rezensenten über Schmidts Prosa von striktester Ablehnung bis zu uneingeschränkter Begeisterung. Während die einen in seinem Erzählverfahren „ein simples Einmaleins der Sprachzerhackung […], die Elastizität von Gummi und nicht die Wendigkeit eines starken Geistes […]“, „Haß gegen den Geist […] und damit die innere Ordnung des menschlichen Daseins“ sahen und gar Zeiten heraufbeschworen, „in denen solche Bücher als zersetzend bekämpft wurden“, betrachteten die anderen den Autor des Fauns als „überaus originellen aufregenden Burschen, einen Jongleur der Sprache, Verwandlungskünstler aus Spieltrieb, […] ebenso bösartig wie brillant […], der Formulierungen [findet] […], die es in der deutschen Sprache noch niemals gab.“ Ernst Kreuder stellte die Frage zum Phänomen Schmidt: „Kann jemand nach dieser neuen Prosa noch pedantisch eisern schreiben wie bisher?“

### Textausgaben
- Arno Schmidt: Aus dem Leben eines Fauns. Rowohlt Verlag, Hamburg 1953 (Erstausgabe mit einer Widmung an Alfred Andersch).
- Arno Schmidt: Aus dem Leben eines Fauns. In: Nobodaddy’s Kinder. Rowohlt Verlag, Hamburg 1963 (Erstausgabe als Trilogie).
- Arno Schmidt: Aus dem Leben eines Fauns. Fischer Taschenbuch Verlag, Frankfurt am Main 1973 (erste Taschenbuchausgabe).
- Arno Schmidt: Aus dem Leben eines Fauns. Kurzromane. Verlag Philipp Reclam jun. Leipzig 1981 ISBN 3-379-00014-0 (Lizenzausgabe für die DDR und die sozialistischen Länder).
- Arno Schmidt: Aus dem Leben eines Fauns. In: Arno Schmidt: Werke. Bargfelder Ausgabe. Werkgruppe I, Band 1, Haffmans, Zürich 1987, S. 299–390 (= BA I/1, maßgebliche Ausgabe).

### Sekundärliteratur
- Jörg Drews (Hrsg.): Weitere Erläuterungen zum »Faun«. In: Bargfelder Bote, Lieferung 164/165 (1992).
- Kai U. Jürgens: Ni Dieu, ni Maitresse. Exil und Erotik in Arno Schmidts »Nobodaddy's Kinder«, Verlag Ludwig, Kiel 2000.
- Ulrich Klappstein: Faunische Bilderfluchten. Arno Schmidt und der Brücke-Maler Otto Mueller, Neisse Verlag, Dresden 2015, ISBN 978-3-86276-180-7.
- Dieter Kuhn: Kommentierendes Handbuch zu Arno Schmidts Roman „Aus dem Leben eines Fauns“, Edition Text + Kritik, München 1986.

## Hörspielbearbeitung
- Aus dem Leben eines Fauns. Hörspiel mit Ulrich Wildgruber. Bearbeitung und Regie: Klaus Buhlert. Bayerischer Rundfunk 1998. Länge: 86'40. Als Podcast/Download im BR Hörspiel Pool.[21]